# 西村亨 (作家)
西村 亨（にしむら りょう、1977年2月26日 - ）は、日本の小説家。鹿児島県枕崎市生まれ。東京都在住。鹿児島県立鹿児島水産高等学校卒業。

## 経歴
2023年、「自分以外全員他人」で第39回太宰治賞を受賞してデビュー。同年、第74回南日本文化賞奨励賞受賞。

## 作品リスト

### 単行本
- 『自分以外全員他人』（2023年11月 筑摩書房）
  - 自分以外全員他人 - 『太宰治賞2023』
- 『孤独への道は愛で敷き詰められている』（2024年9月 筑摩書房）

### 単行本未収録
エッセイなど
- 「みっともなさの、その先に」[4] - 『ちくま』2023年12月号
- 「一寸先は、」 - 『群像』2024年4月号
- 「文一の本棚 町田康『ホサナ』」 - 『群像』2024年8月号
- 「この世の恥は書き捨て」 - 『ちくま』2024年9月号